# NGC 7743
NGC 7743 (другие обозначения — PGC 72263, UGC 12759, MCG 2-60-11, ZWG 432.22, IRAS23417+0939) — линзовидная галактика в созвездии Пегас.
Этот объект входит в число перечисленных в оригинальной редакции «Нового общего каталога».
В 2009 году проводилось фотометрическое сравнение галактики с компьютерной симуляцией задачи n-тел. Модель показала хорошее согласования и указала на то, что большую роль на формирование структуры бара играет обмен углового момента.